# Ultra Vivid Scene
Gli Ultra Vivid Scene sono stati un gruppo musicale alternative rock statunitense attivo dal 1987 al 1993 e fondato da Kurt Ralske.

## Discografia
Album
- 1989 - Ultra Vivid Scene
- 1990 - Joy 1967-1990
- 1992 - Rev